# Records d'Allemagne d'athlétisme

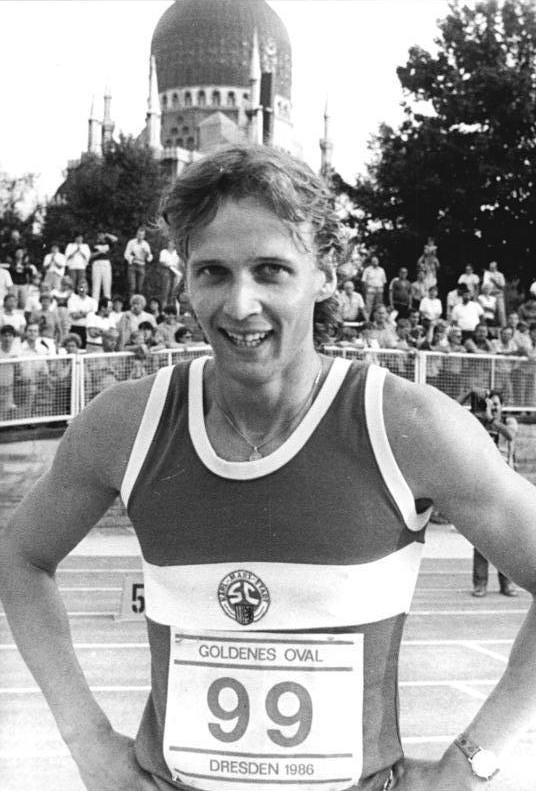
Thomas Schönlebe, détenteur du record d'Allemagne du 400 mètres.

Les records d'Allemagne d'athlétisme sont les meilleures performances des disciplines athlétiques réalisés par des allemands reconnus et validés par la Deutscher Leichtathletik-Verband, sont aussi comptabilisées les performances des Allemands de l'Ouest et de l'Est. Les distances indiquées en kilomètres correspondent aux distance sur route et celles en mètre sur piste.

## En plein air

### Hommes
| Épreuve                           | Athlète | Record                                                                   | Date               | Lieu               | Compétition                         | Réf.   |
| --------------------------------- | --- | ------------------------------------------------------------------------ | ------------------ | ------------------ | ----------------------------------- | ------ |
| 100 mètres Vent : + 0,5 m/s       | 9 s 99 | Owen Ansah                                                               | 29 juin 2024       | Brunswick          | Championnats d'Allemagne            | [ 1 ]  |
| 200 mètres Vent : + 0,6 m/s       | 20 s 02 | Joshua Hartmann                                                          | 9 juillet 2023     | Cassel             | Championnats d'Allemagne            | [ 2 ]  |
| 300 mètres                        | 32 s 45 | Hartmut Weber                                                            | 4 juin 1982        | Dormagen           |                                     |        |
| 400 mètres                        | 44 s 33 | Thomas Schönlebe                                                         | 3 septembre 1987   | Rome               | Championnats du monde               |        |
| 500 mètres                        | 1 min 0 s 35 | Hartmut Weber                                                            | 8 mai 1983         | Nußdorf am Inn     |                                     |        |
| 600 mètres                        | 1 min 15 s 04 | Malik Skupin-Alfa                                                        | 4 septembre 2024   | Pfungstadt         |                                     |        |
| 800 mètres                        | 1 min 43 s 65 | Willi Wülbeck                                                            | 9 août 1983        | Helsinki           | Championnats du monde               |        |
| 1000 mètres                       | 2 min 14 s 53 | Willi Wülbeck                                                            | 1er juillet 1980   | Oslo               | Bislett Games                       |        |
| 1500 mètres                       | 3 min 31 s 58 | Thomas Wessinghage                                                       | 27 août 1980       | Coblence           |                                     |        |
| Mile                              | 3 min 49 s 22 | Jens-Peter Herold                                                        | 2 juillet 1988     | Oslo               | Bislett Games                       |        |
| 2000 mètres                       | 4 min 52 s 20 | Thomas Wessinghage                                                       | 31 août 1982       | Ingelheim am Rhein |                                     |        |
| 3000 mètres                       | 7 min 30 s 50 | Dieter Baumann                                                           | 8 août 1998        | Monaco             | Meeting Herculis                    |        |
| 5000 mètres                       | 12 min 54 s 70 | Dieter Baumann                                                           | 13 août 1997       | Zurich             | Weltklasse Zürich                   |        |
| 10000 mètres                      | 27 min 21 s 53 | Dieter Baumann                                                           | 5 avril 1997       | Barakaldo          | Challenge européen du 10 000 mètres |        |
| 5 kilomètres                      | 13 min 22 s | Mohamed Abdilaahi                                                        | 14 décembre 2024   | Khobar             |                                     |        |
| 10 kilomètres                     | 27 min 32 s | Amanal Petros                                                            | 26 février 2023    | Castellón          |                                     | [ 3 ]  |
| 15 kilomètres                     | 43 min 45 s | Jürgen Haase                                                             | 21 avril 1974      | Sachsenhausen      |                                     |        |
| 20000 mètres                      | 58 min 30 s | Werner Schildhauer                                                       | 29 avril 1983      | Cottbus            |                                     |        |
| 20 kilomètres                     | 59 min 0 s | Stephan Freigang                                                         | 13 mars 1994       | Alphen-sur-le-Rhin | 20 van Alphen                       |        |
| Heure                             | 20 536 m | Werner Schildhauer                                                       | 29 avril 1983      | Cottbus            |                                     |        |
| Semi-marathon                     | 1 h 0 min 9 s | Amanal Petros                                                            | 24 octobre 2021    | Valence            | Semi-marathon de Valence            | [ 4 ]  |
| 25000 mètres                      | 1 h 13 min 57 s | Stéphane Franke                                                          | 30 mars 1999       | Walnut             |                                     |        |
| 25 kilomètres                     | 1 h 13 min 58 s | Karl Fleschen                                                            | 16 avril 1978      | Frankenberg        |                                     |        |
| 30000 mètres                      | 1 h 33 min 35 s 6 | Stéphane Franke                                                          | 30 mars 1999       | Walnut             |                                     |        |
| 30 kilomètres                     | 1 h 32 min 27 s | Steffen Dittmann                                                         | 21 février 1993    | Ōme                | Ōme 30 km Road Race                 |        |
| Marathon                          | 2 h 4 min 58 s | Amanal Petros                                                            | 24 septembre 2023  | Berlin             | Marathon de Berlin                  | [ 5 ]  |
| Marathon                          | 2 h 4 min 56 s | Samuel Fitwi                                                             | 1er décembre 2024  | Valence            | Marathon de Valence                 | [ 7 ]  |
| 100 kilomètres                    | 6 h 24 min 29 s | Kazimierz Bak                                                            | 29 juin 1994       | Saroma             |                                     |        |
| 110 mètres haies Vent : - 0,8 m/s | 13 s 05 | Florian Schwarthoff                                                      | 2 juillet 1995     | Brême              | Championnats d'Allemagne            |        |
| 400 mètres haies                  | 47 s 48 | Harald Schmid                                                            | 8 septembre 1982   | Athènes            | Championnats d'Europe               |        |
| 400 mètres haies                  | 47 s 48 | Harald Schmid                                                            | 1er septembre 1987 | Rome               | Championnats du monde               |        |
| 2 000 mètres steeple              | 5 min 25 s 55 | Marc Ostendarp                                                           | 26 août 1998       | Rovereto           |                                     |        |
| 3 000 mètres steeple              | 8 min 9 s 48 | Damian Kallabis                                                          | 11 août 1999       | Zurich             | Weltklasse Zürich                   |        |
| Saut en hauteur                   | 2,37 m | Carlo Thränhardt                                                         | 2 septembre 1984   | Rieti              | Meeting de Rieti                    |        |
| Saut à la perche                  | 6,01 m | Björn Otto                                                               | 5 septembre 2012   | Aix-la-Chapelle    |                                     | [ 8 ]  |
| Saut en longueur Vent : + 0,9 m/s | 8,54 m | Lutz Dombrowski                                                          | 28 juillet 1980    | Moscou             | Jeux olympiques d'été               |        |
| Triple saut Vent : + 1,7 m/s      | 17,66 m | Ralf Jaros                                                               | 30 juin 1991       | Francfort          | Coupe d'Europe                      |        |
| Lancer du poids                   | 23,06 m (AR) | Ulf Timmermann                                                           | 22 avril 1988      | La Canée           |                                     |        |
| Lancer du disque                  | 74,08 m (WR) | Jürgen Schult                                                            | 6 juin 1986        | Neubrandenbourg    |                                     |        |
| Lancer du marteau                 | 83,40 m | Ralf Haber                                                               | 16 mai 1988        | Athènes            |                                     |        |
| Lancer du javelot                 | 97,76 m | Johannes Vetter                                                          | 6 septembre 2020   | Chorzów            | Skolimowska Memorial                | [ 9 ]  |
| Décathlon                         | 8 961 points | Leo Neugebauer                                                           | 6 juin 2024        | Eugene             | Championnats NCAA                   | [ 10 ] |
| Décathlon                         | 100 m : 10 s 64 (+0,3 m/s) ; longueur : 7,86 m (+0,9 m/s) ; poids : 17,46 m ; hauteur : 2,07 m ; 400 m : 48 s 03 110 m haies : 14 s 36 (0,0 m/s) ; disque : 57,70 m ; perche : 5,21 m ; javelot : 56,64 m ; 1 500 m : 4 min 44 s 61 |                                                                          |                    |                    |                                     |        |
| 10 000 mètres marche              | 38 min 12 s 13 | Ronald Weigel                                                            | 11 mai 1986        | Potsdam            |                                     |        |
| 20 000 mètres marche              | 1 h 19 min 18 s 3 | Ronald Weigel                                                            | 26 mai 1990        | Bergen             |                                     |        |
| 20 kilomètres marche              | 1 h 18 min 12 s | Christopher Linke                                                        | 19 août 2023       | Budapest           | Championnats du monde               | [ 11 ] |
| Deux heures marche                | 27 153 m | Bernd Kannenberg                                                         | 11 avril 1974      | Cassel             |                                     |        |
| 30 000 mètres marche              | 2 h 11 min 52 s 8 | Robert Ihly                                                              | 4 septembre 1992   | Biesheim           |                                     |        |
| 35 kilomètres marche              | 2 h 25 min 35 s | Christopher Linke                                                        | 24 août 2023       | Budapest           | Championnats du monde               | [ 12 ] |
| 50 000 mètres marche              | 3 h 52 min 46 s 6 | Robert Ihly                                                              | 29 septembre 1996  | Héricourt          |                                     |        |
| 50 kilomètres marche              | 3 h 37 min 46 s | Andreas Erm                                                              | 27 août 2003       | Paris              | Championnats du monde               |        |
| Relais 4 × 100 mètres             | 37 s 97 | Allemagne Kevin Kranz Joshua Hartmann Owen Ansah Lucas Ansah-Peprah      | 19 août 2022       | Munich             | Championnats d'Europe               | [ 13 ] |
| Relais 4 × 200 mètres             | 1 min 21 s 26 | Allemagne Maurice Huke Patrick Domogala Aleixo-Platini Menga Robin Erewa | 12 mai 2019        | Yokohama           | Relais mondiaux                     |        |
| Relais 4 × 400 mètres             | 2 min 59 s 86 | RDA Frank Möller Mathias Schersing Jens Carlowitz Thomas Schönlebe       | 23 juin 1985       | Erfurt             | Match RDA-URSS                      | [ 14 ] |
| Relais 4 × 800 mètres             | 7 min 8 s 6 | RFA Manfred Kinder Walter Adams Dieter Bogatzki Franz-Josef Kemper       | 13 août 1966       | Wiesbaden          |                                     |        |
| Relais 4 × 1 500 mètres           | 14 min 38 s 8 (AR) | RFA Thomas Wessinghage Harald Hudak Michael Lederer Karl Fleschen        | 17 août 1977       | Cologne            |                                     |        |

### Femmes
| Épreuve                                                                        | Record | Athlète                                                        | Date                   | Lieu             | Compétition                            | Réf.   |
| ------------------------------------------------------------------------------ | --- | -------------------------------------------------------------- | ---------------------- | ---------------- | -------------------------------------- | ------ |
| 100 mètres Vent : + 1,7 m/s                                                    | 10 s 81 | Marlies Göhr                                                   | 8 juin 1983            | Berlin           | Olympischer Tag                        |        |
| 200 mètres Vent : + 0,7 m/s Vent : + 0,3 m/s Vent : + 1,2 m/s Vent : - 0,8 m/s | 21 s 71 | Marita Koch                                                    | 10 juin 1979           | Chemnitz         |                                        |        |
| 200 mètres Vent : + 0,7 m/s Vent : + 0,3 m/s Vent : + 1,2 m/s Vent : - 0,8 m/s | 21 s 71 | Marita Koch                                                    | 21 juillet 1984        | Potsdam          |                                        |        |
| 200 mètres Vent : + 0,7 m/s Vent : + 0,3 m/s Vent : + 1,2 m/s Vent : - 0,8 m/s | 21 s 71 | Heike Drechsler                                                | 29 juin 1986           | Iéna             | Championnats de RDA                    | [ 15 ] |
| 200 mètres Vent : + 0,7 m/s Vent : + 0,3 m/s Vent : + 1,2 m/s Vent : - 0,8 m/s | 21 s 71 | Heike Drechsler                                                | 29 août 1986           | Stuttgart        | Championnats d'Europe                  |        |
| 300 mètres                                                                     | 35 s 81 | Silke Knoll                                                    | 19 mai 1990            | Olpe             |                                        |        |
| 400 mètres                                                                     | 47 s 60 (WR) | Marita Koch                                                    | 6 octobre 1985         | Canberra         | Coupe du monde des nations             |        |
| 800 mètres                                                                     | 1 min 55 s 26 | Sigrun Wodars                                                  | 31 août 1987           | Rome             | Championnats du monde                  |        |
| 1 000 mètres                                                                   | 2 min 30 s 67 | Christine Wachtel                                              | 17 août 1990           | Berlin           | ISTAF                                  |        |
| 1 500 mètres                                                                   | 3 min 57 s 71 | Christiane Wartenberg                                          | 1er août 1980          | Moscou           | Jeux olympiques d'été                  |        |
| Mile                                                                           | 4 min 21 s 11 | Konstanze Klosterhalfen                                        | 18 août 2019           | Birmingham       | Birmingham Grand Prix                  | [ 16 ] |
| 2 000 mètres                                                                   | 5 min 37 s 62 | Ulrike Bruns                                                   | 22 septembre 1985      | Berlin           |                                        |        |
| 3 000 mètres                                                                   | 8 min 20 s 07 | Konstanze Klosterhalfen                                        | 30 juin 2018           | Palo Alto        | Prefontaine Classic                    | [ 17 ] |
| 5 000 mètres                                                                   | 14 min 26 s 76 | Konstanze Klosterhalfen                                        | 3 août 2019            | Berlin           | Championnats d'Allemagne               | [ 18 ] |
| 10 000 mètres                                                                  | 31 min 01 s 71 | Konstanze Klosterhalfen                                        | 27 février 2021        | Austin           |                                        | [ 19 ] |
| 10 kilomètres                                                                  | 30 min 46 s | Konstanze Klosterhalfen                                        | 24 mai 2025            | Laredo           | 10 km Villa de Laredo                  | [ 20 ] |
| 15 kilomètres                                                                  | 46 min 25 s | Melat Yisak Kejeta                                             | 17 octobre 2020        | Gdynia           | Championnats du monde de semi-marathon | [ 21 ] |
| Heure                                                                          | 17 709 m | Katrin Dörre                                                   | 7 juillet 1988         | Leipzig          |                                        |        |
| 20 kilomètres                                                                  | 1 h 02 min 04 s | Melat Yisak Kejeta                                             | 17 octobre 2020        | Gdynia           | Championnats du monde de semi-marathon | [ 21 ] |
| Semi-marathon                                                                  | 1 h 07 min 18 s | Melat Yisak Kejeta                                             | 17 octobre 2020        | Gdynia           | Championnats du monde de semi-marathon | [ 21 ] |
| 25 kilomètres                                                                  | 1 h 23 min 07 s+ | Irina Mikitenko                                                | 28 septembre 2008      | Berlin           | Marathon de Berlin                     |        |
| 30 kilomètres                                                                  | 1 h 39 min 34 s+ | Irina Mikitenko                                                | 28 septembre 2008      | Berlin           | Marathon de Berlin                     |        |
| Marathon                                                                       | 2 h 19 min 19 s | Irina Mikitenko                                                | 28 septembre 2008      | Berlin           | Marathon de Berlin                     |        |
| 100 kilomètres                                                                 | 7 h 18 min 57 s | Birgit Lennartz                                                | 28 avril 1990          | Hanau            |                                        |        |
| 100 mètres haies Vent : + 1,8 m/s                                              | 12 s 42 | Bettine Jahn                                                   | 8 juin 1983            | Berlin           | Olympischer Tag                        |        |
| 400 mètres haies                                                               | 53 s 24 | Sabine Busch                                                   | 21 août 1987           | Potsdam          | Championnats de RDA                    |        |
| 2 000 mètres steeple                                                           | 5 min 52 s 80 (WBP) | Gesa Felicitas Krause                                          | 1er septembre 2019     | Berlin           | ISTAF Berlin                           |        |
| 3 000 mètres steeple                                                           | 9 min 03 s 30 | Gesa Felicitas Krause                                          | 30 septembre 2019      | Doha             | Championnats du monde                  | [ 22 ] |
| Saut en hauteur                                                                | 2,06 m | Ariane Friedrich                                               | 14 juin 2009           | Berlin           | ISTAF                                  |        |
| Saut à la perche                                                               | 4,82 m | Silke Spiegelburg                                              | 20 juillet 2012        | Monaco           | Herculis                               | [ 23 ] |
| Saut en longueur Vent : + 1,2 m/s Vent : + 0,4 m/s                             | 7,48 m | Heike Drechsler                                                | 9 juillet 1988         | Neubrandenbourg  |                                        |        |
| Saut en longueur Vent : + 1,2 m/s Vent : + 0,4 m/s                             | 7,48 m | Heike Drechsler                                                | 8 juillet 1992         | Lausanne         | Athletissima                           |        |
| Triple saut Vent : - 0,4 m/s                                                   | 14,61 m | Kristin Gierisch                                               | 2 juin 2019            | Garbsen          | Springermeeting                        | [ 24 ] |
| Lancer du poids                                                                | 22,45 m | Ilona Slupianek                                                | 11 mai 1980            | Potsdam          |                                        |        |
| Lancer du disque                                                               | 76,80 m (WR) | Gabriele Reinsch                                               | 9 juillet 1988         | Neubrandenbourg  |                                        |        |
| Lancer du marteau                                                              | 79,42 m | Betty Heidler                                                  | 21 mai 2011            | Halle            | Hallesche Werfertage                   | [ 25 ] |
| Lancer du javelot                                                              | 70,20 m | Christina Obergföll                                            | 23 juin 2007           | Munich           | Coupe d'Europe                         |        |
| Heptathlon                                                                     | 6 985 pts | Sabine Braun                                                   | 30 - 31 mai 1992       | Götzis           | Hypo-Meeting                           |        |
| Heptathlon                                                                     | 100 m haies : 13 s 11 (-0,4 m/s) ; hauteur : 1,93 m ; poids : 14,84 m ; 200 m : 23 s 65 (+2,0 m/s) ; longueur : 6,63 m (+2,9 m/s) ; javelot : 51,62 m ; 800 m : 2 min 12 s 67                         |                                                                |                        |                  |                                        |        |
| Décathlon                                                                      | 7 885 pts | Mona Steigauf                                                  | 20 - 21 septembre 1997 | Ahlen            |                                        |        |
| Décathlon                                                                      | 100 m : 12 s 15 ; longueur : 5,93 m ; poids : 12,49 m ; hauteur : 1,73 m ; 400 m : 55 s 34 ; 110 m haies : 13 s 75 ; disque : 34,68 m ; perche : 3,10 m ; javelot : 42,24 m ; 1 500 m : 5 min 07 s 95 |                                                                |                        |                  |                                        |        |
| 3 000 mètres marche                                                            | 11 min 52 s 01 | Beate Anders                                                   | 27 juin 1993           | Lapinlahti       |                                        |        |
| 5 000 mètres marche                                                            | 20 min 11 s 45 | Sabine Zimmer                                                  | 2 juillet 2005         | Wattenscheid     | Championnats d'Allemagne               |        |
| 5 kilomètres marche                                                            | 20 min 54 s | Beate Anders                                                   | 12 mai 1990            | La Corogne       |                                        |        |
| 10 000 mètres marche                                                           | 42 min 11 s 5 | Beate Anders                                                   | 15 mai 1992            | Bergen           |                                        |        |
| 10 kilomètres marche                                                           | 41 min 51 s | Beate Gummelt                                                  | 11 mai 1996            | Eisenhüttenstadt | Oder-Neisse Race Walk Grand Prix       |        |
| 20 000 mètres marche                                                           | 1 h 40 min 42 s 0 | Annett Amberg                                                  | 3 octobre 1998         | Laucha           |                                        |        |
| 20 kilomètres marche                                                           | 1 h 27 min 56 s | Sabine Zimmer                                                  | 5 juin 2004            | Hildesheim       |                                        |        |
| 50 kilomètres marche                                                           | 5 h 22 min 25 s | Ulrike Sischka                                                 | 15 octobre 2006        | Scanzorosciate   |                                        |        |
| Relais 4 × 100 mètres                                                          | 41 s 37 (AR) | RDA Silke Gladisch Sabine Rieger Ingrid Auerswald Marlies Göhr | 6 octobre 1985         | Canberra         | Coupe du monde des nations             |        |
| Relais 4 × 200 mètres                                                          | 1 min 28 s 15 (AR) | RDA Marlies Göhr Romy Müller Bärbel Wöckel Marita Koch         | 9 août 1980            | Iéna             |                                        |        |
| Relais 4 × 400 mètres                                                          | 3 min 15 s 92 | RDA Gesine Walther Sabine Busch Dagmar Rübsam Marita Koch      | 3 juin 1984            | Erfurt           | Championnats de RDA                    |        |
| Relais 4 × 800 mètres                                                          | 7 min 54 s 10 | RDA Elfi Zinn Gunhild Hoffmeister Anita Weiß Ulrike Bruns      | 6 août 1976            | Chemnitz         | Championnats de RDA                    |        |

### Mixte
| Discipline | Performance   | Athlète                                                                    | Date            | Lieu  | Compétition     | Réf.   |
| ---------- | ------------- | -------------------------------------------------------------------------- | --------------- | ----- | --------------- | ------ |
| 4 x 400 m  | 3 min 12 s 94 | Marvin Schlegel Corinna Schwab Ruth Sophia Spelmeyer-Preuss Manuel Sanders | 30 juillet 2021 | Tokyo | Jeux olympiques | [ 26 ] |

## En salle

### Hommes
| Discipline       | Performance | Athlète | Compétition | Lieu | Date | Réf.   |
| ---------------- | --- | --- | --- | --- | --- | ------ |
| 60 m             | 6 s 52 | Julian Reus Kevin Kranz | Championnats d'Allemagne en salle Championnats d'Allemagne en salle                                                               | Leipzig Dortmund | 27 février 2016 20 février 2021                                                                                                   | [ 27 ] |
| 200 m            | 20 s 42 | Sebastian Ernst | Championnats d'Allemagne en salle                                                                                                 | Leipzig | 27 février 2011 |        |
| 400 m            | 45 s 05 (AR) | Thomas Schönlebe | | Sindelfingen | 5 février 1988 |        |
| 800 m            | 1 min 44 s 88 | Nico Motchebon | | Stuttgart | 5 février 1995 |        |
| 1 000 m          | 2 min 17 s 09 | Jens-Peter Herold | | Berlin | 5 février 1993 |        |
| 1 500 m          | 3 min 34 s 13 | Homiyu Tesfaye | XL Galan | Stockholm | 19 février 2015 |        |
| 3 000 m          | 7 min 37 s 51 | Dieter Baumann | | Karlsruhe | 12 février 1995 |        |
| 5 000 m          | 13 min 21 s 99 | Aaron Bienenfeld | Boston University Last Chance Meet                                                                                                | Boston | 27 février 2022 | [ 28 ] |
| 60 m haies       | 7 s 41 | Falk Balzer | Chemnitz ERDGAS Hallenmeeting | Chemnitz | 29 janvier 1999 |        |
| Saut en hauteur  | 2,42 m (AR) | Carlo Thränhardt | | Berlin | 26 février 1988 |        |
| Saut à la perche | 6,00 m | Danny Ecker | Dortmund Sparkassen Indoor Meeting                                                                                                | Dortmund | 11 février 2001 |        |
| Saut en longueur | 8,71 m (AR) | Sebastian Bayer | Championnats d'Europe en salle | Turin | 8 mars 2009 |        |
| Triple saut      | 17,52 m | Max Heß | Championnats d'Europe en salle | Belgrade | 3 mars 2017 |        |
| Lancer du poids  | 22,55 m (AR) | Ulf Timmermann | | Senftenberg | 11 février 1989 |        |
| 4 × 400 m        | 3 min 03 s 05 | Rico Lieder Jens Carlowitz Karsten Just Thomas Schönlebe                                                                          | Championnats du monde en salle | Séville | 10 mars 1991 |        |
| Heptathlon       | 6 347 points | Leo Neugebauer | Championnats NCAA Indoor | Boston | 9 mars 2024 | [ 29 ] |
| Heptathlon       | 6 s 98 (60 m), 7,73 m (longueur), 16,72 m (poids), 2,09 m (hauteur), 8 s 25 (60 m haies), 5,16 m (perche), 2 min 46 s 42 (1000 m) | 6 s 98 (60 m), 7,73 m (longueur), 16,72 m (poids), 2,09 m (hauteur), 8 s 25 (60 m haies), 5,16 m (perche), 2 min 46 s 42 (1000 m) | 6 s 98 (60 m), 7,73 m (longueur), 16,72 m (poids), 2,09 m (hauteur), 8 s 25 (60 m haies), 5,16 m (perche), 2 min 46 s 42 (1000 m) | 6 s 98 (60 m), 7,73 m (longueur), 16,72 m (poids), 2,09 m (hauteur), 8 s 25 (60 m haies), 5,16 m (perche), 2 min 46 s 42 (1000 m) | 6 s 98 (60 m), 7,73 m (longueur), 16,72 m (poids), 2,09 m (hauteur), 8 s 25 (60 m haies), 5,16 m (perche), 2 min 46 s 42 (1000 m) | [ 30 ] |
| 5 000 m marche   | 18 min 11 s 41 | Ronald Weigel | | Vienne | 13 février 1988 |        |

### Femmes
| Discipline       | Performance                                                                                      | Athlète                                                       | Compétition                       | Lieu         | Date            | Réf.   |
| ---------------- | ------------------------------------------------------------------------------------------------ | ------------------------------------------------------------- | --------------------------------- | ------------ | --------------- | ------ |
| 60 m             | 7 s 04                                                                                           | Marita Koch                                                   |                                   | Senftenberg  | 16 février 1985 |        |
| 200 m            | 22 s 27                                                                                          | Heike Drechsler                                               | Championnats du monde en salle    | Indianapolis | 7 mars 1987     |        |
| 400 m            | 50 s 01                                                                                          | Sabine Busch                                                  |                                   | Vienne       | 2 février 1984  |        |
| 800 m            | 1 min 56 s 40                                                                                    | Christine Wachtel                                             |                                   | Vienne       | 13 février 1988 |        |
| 1 500 m          | 3 min 59 s 87                                                                                    | Konstanze Klosterhalfen                                       | Millrose Games                    | New York     | 8 février 2020  | [ 31 ] |
| Mile             | 4 min 17 s 26                                                                                    | Konstanze Klosterhalfen                                       | Millrose Games                    | New York     | 8 février 2020  | [ 31 ] |
| 3 000 m          | 8 min 32 s 47                                                                                    | Konstanze Klosterhalfen                                       | Championnats d'Allemagne en salle | Leipzig      | 16 février 2019 |        |
| 5 000 m          | 14 min 30 s 79 (AR)                                                                              | Konstanze Klosterhalfen                                       |                                   | Boston       | 27 février 2020 |        |
| 60 m haies       | 7 s 73                                                                                           | Cornelia Oschkenat                                            |                                   | Vienne       | 25 février 1989 |        |
| Saut en hauteur  | 2,07 m                                                                                           | Heike Henkel                                                  | Championnats d'Allemagne en salle | Karlsruhe    | 8 février 2092  |        |
| Saut à la perche | 4,77 m                                                                                           | Silke Spiegelburg                                             | Championnats régionaux en salle   | Leverkusen   | 15 janvier 2012 |        |
| Saut en longueur | 7,37 m (WR)                                                                                      | Heike Drechsler                                               |                                   | Vienne       | 13 février 1988 |        |
| Triple saut      | 14,59 m                                                                                          | Kristin Gierisch                                              | Meeting en salle                  | Chemnitz     | 10 février 2019 |        |
| Lancer du poids  | 21,59 m                                                                                          | Ilona Slupianek                                               |                                   | Berlin       | 24 janvier 1979 |        |
| 4 × 400 m        | 3 min 27 s 22                                                                                    | Sandra Seuser Katrin Schreiter Annett Hesselbarth Grit Breuer | Championnats du monde en salle    | Séville      | 10 mars 1991    |        |
| Pentathlon       | 4 780 points                                                                                     | Sabine Braun                                                  | Championnats du monde en salle    | Paris        | 7 mars 1997     |        |
| Pentathlon       | 8 s 11 (60 m haies), 1,86 m (hauteur), 14,39 m (poids), 6,40 m (longueur), 2 min 19 s 74 (800 m) |                                                               |                                   |              |                 |        |
| 3 000 m marche   | 11 min 50 s 48                                                                                   | Melanie Seeger                                                |                                   | Dortmund     | 21 février 2004 |        |